# Alexa Havins
Alexa Carole Havins (Artesia (New Mexico), 16 november 1980) is een Amerikaanse actrice.

## Biografie
Havins werd geboren in Artesia (New Mexico) en groeide op in Chandler (Arizona) waar zij de high school doorliep aan de Chandler High School. Na de high school verhuisde zij naar New York om het acteren te leren aan de Circle in the Square Theatre School.
Havins is vanaf 2005 getrouwd met Justin Bruening met wie zij een dochter heeft (2010).

## Filmografie

### Films
- 2018 Killer Vacation - als Lindsey Harris
- 2017 Professor Marston and the Wonder Women - als Molly Stewart
- 2013 Proxy – als Melanie Michaels
- 2010 When in Rome – als Lacy
- 2009 Desert Fox – als Daisy
- 2009 Old Dogs – als knappe serveerster
- 2009 How to Seduce Difficult Women – als Maureen
- 2008 Hancock – als fan
- 2008 27 Dresses – als bruid op boot
- 2007 Brooklyn Rules – als Blonde
- 2006 Fat Girls – als Tina
- 2006 Joshua – als Trish Unger
- 2004 Bank Brothers – als winkeleigenaresse
- 2004 Joe Killionaire – als geïnterviewde fan

### Televisieseries
Uitgezonderd eenmalige gastrollen.
- 2015 The Astronaut Wives Club - als Pat White - 4 afl.
- 2003-2011 All My Children – als Arabella Carey Chandler – 269 afl.
- 2011 Torchwood – als Esther Drummond – 10 afl.
- 2008-2009 Turbo Dates – als Sarah – 8 afl.
- 2003-2005 One Life to Live – als Babe Chandler – 22 afl.

- Gemeinsame Normdatei: 1022228994
- International Standard Name Identifier: 0000 0003 8227 9086
- Library of Congress Control Number: no2018051803
- Virtual International Authority File: 265132495
- WorldCat: E39PBJkCYBdJfcmF4HHhhT89jC